# Karlikowski Potok
Karlikowski Potok – potok, dopływ Zatoki Gdańskiej o długości 3,1 km.
Wypływa z obszaru Trójmiejskiego Parku Krajobrazowego w kompleksie leśnym Lasów Oliwskich. Przepływa południową krawędzią rezerwatu przyrody Zajęcze Wzgórze, Doliną Świemirowską, przez Świemirowo, pod Aleją Niepodległości i przez Karlikowo. Uchodzi do Zatoki Gdańskiej w pobliżu sopockiej przystani rybackiej. Zasilany jest kilkoma małymi dopływami.